# Karabiner 1893
Der Karabiner 1893 ist ein Repetiergewehr der Schweizer Armee mit einem Geradezugverschluss System Mannlicher. Die Waffe verschoss die von Eduard Rubin neu entwickelte GP 90 Patrone, das Magazin fasste 6 Schuss. Sie diente zur Bewaffnung der Schweizer Kavallerie von 1893 bis 1905. Hersteller war die Schweizerische Industriegesellschaft in Neuhausen am Rheinfall.

## Geschichte
Nach der Einführung des Schmidt-Rubin-Langgewehres 1889 für die Infanterie, bei dem die 10,4-mm-Vetterlipatrone durch die von Eduard Rubin neu entwickelte Infanteriepatrone 7,5 × 53,5 mm GP 1890 ersetzt wurde, entschied die Armeeführung, die Kavallerie als nächste Truppe mit einem Karabiner für die neue GP-90-Patrone zu bewaffnen. Da der Verschluss der Schmidt-Rubin-Gewehre 1889 sehr lang war, musste für den Karabiner ein kürzeres Verschlusssystem gefunden werden, da sonst der Lauf bei einer Kavalleriewaffe (Gesamtlänge ca. 1 m) zu kurz gewesen wäre. Das Eidgenössische Militärdepartement machte deshalb am 8. November 1893 dem Bundesrat den Vorschlag, eine in Österreich 1887/88 von Mannlicher neuentwickelte Waffe mit Geradezug-Drehkopfverschluss mit einigen Anpassungen im Kaliber GP 90 zu übernehmen und bei der Schweizerischen Industriegesellschaft in Neuhausen herstellen zu lassen. Bereits am 10. November 1893 erklärte sich der Bundesrat mit dieser Lösung einverstanden, was als Entscheid gelten konnte, diese Waffe zu entwickeln. Mit dem Bundesratsbeschluss vom 1. März 1895 gab er den Auftrag zur Herstellung und Adoption der Waffe als Kavalleriekarabiner Modell 1893. 
Obschon der Bundesrat die Funktion der Waffe später kritisierte, wurde erst 1905 entschieden, diese durch einen Karabiner System Schmidt-Rubin zu ersetzen.

## Technik
Wie die Schmidt-Rubin-Gewehre hat der Mannlicher-Karabiner Modell 1893 einen Geradezugverschluss, der jedoch auf dem in Österreich vom Ritter Ferdinand von Mannlicher entwickelten Verschlusssystem basierte. Im Unterschied zum Schmidt-Rubin-Verschluss verriegelt der Mannlicherverschluss direkt hinter dem Patronenlager im auf den Lauf aufgeschraubten Verschlussgehäuse. Im Schmidt-Rubin-Gewehr Modell 89 verriegelt er hinten im Verschlussgehäuse, was beim Schuss zu Vibrationen führt. Interessant ist, dass das System der Verriegelung direkt hinter dem Patronenlager in der Schweiz erst mit dem Karabiner 31 eingeführt wurde. Das abnehmbare Kastenmagazin fasst 6 Patronen, es kann unter Verwendung eines Laders oder mit einzelnen Patronen gefüllt werden.
Der Vorteil des Geradezugverschlusses von Mannlicher war seine geringe Länge im Vergleich zum Schmidt-Rubin-Verschluss, sein Nachteil der komplizierte Aufbau, der zur Betätigung mehr Kraft erforderte und in der Kälte zum Klemmen neigte.
Das Visier ist für Schussweiten von 300 bis 1200 m in Schritten von je 100 m verstellbar. Die Visierlinie zwischen Kimme und Korn beträgt 415 mm bei 300 m Schussweite.

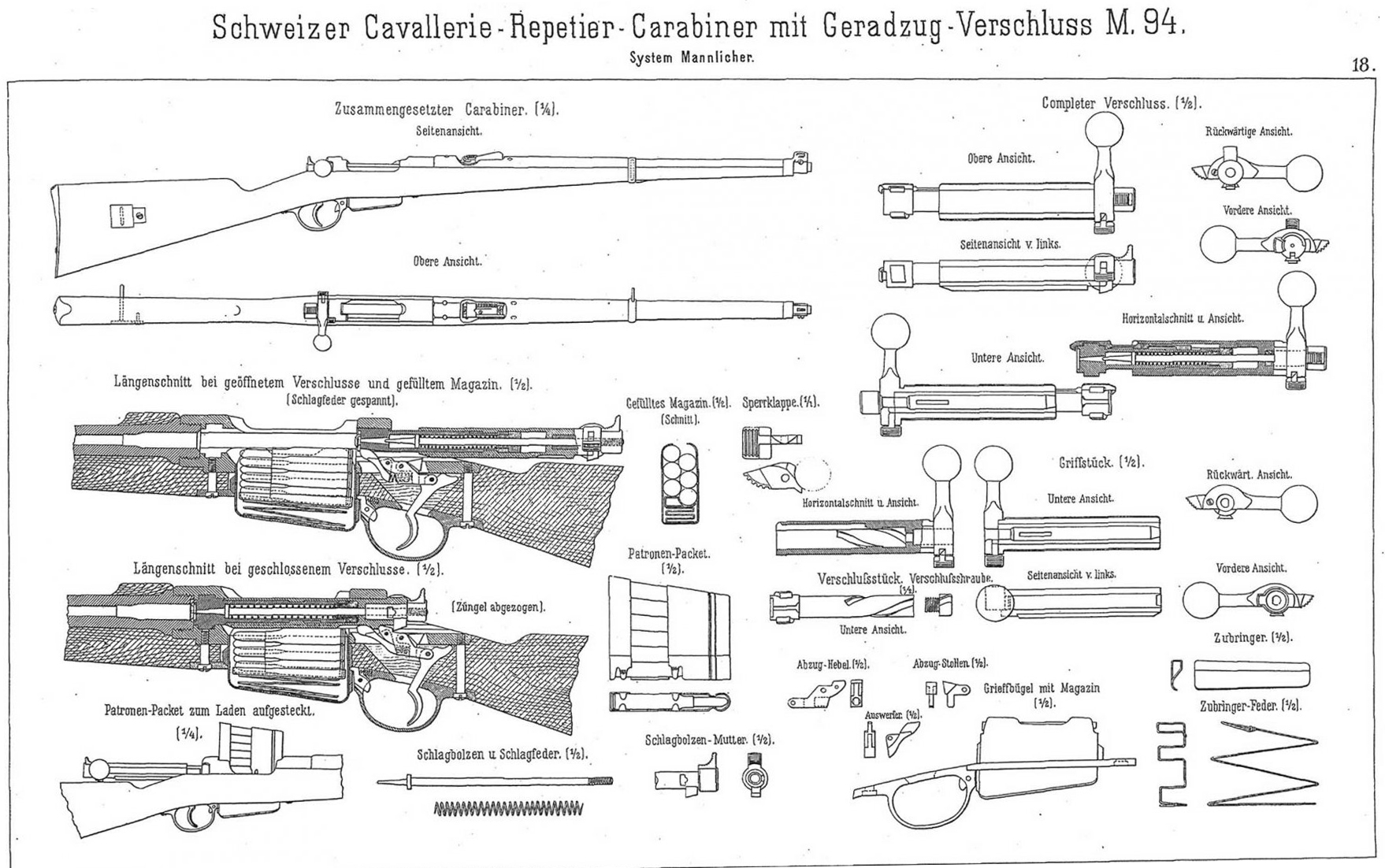
Detailzeichnung Karabiner 1893
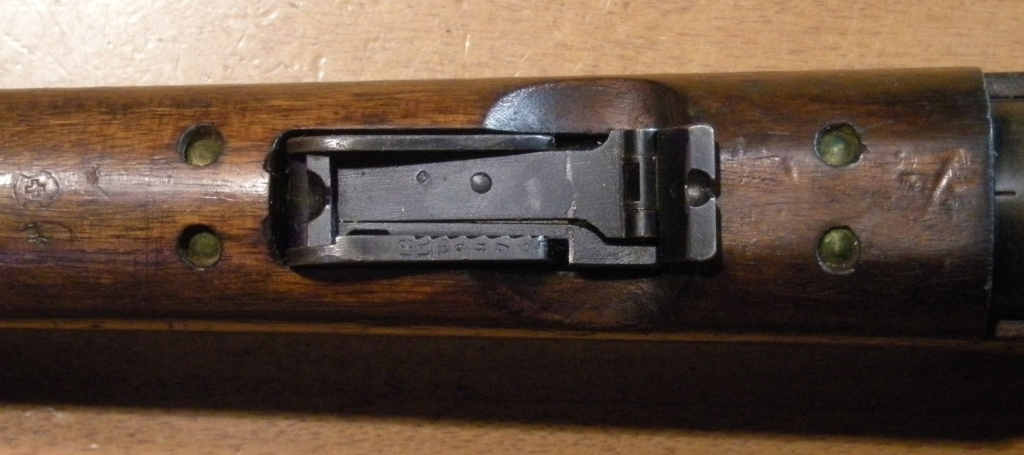
Karabiner 1893, Visier
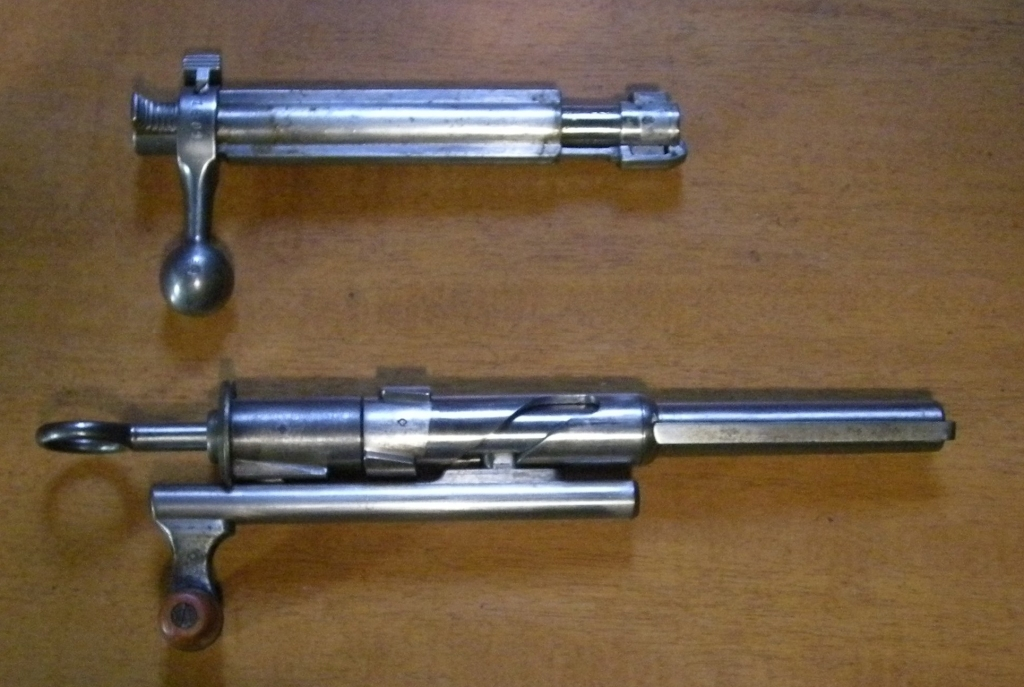
Längenvergleich Verschlüsse, oben Kar 93, unten Gew 89
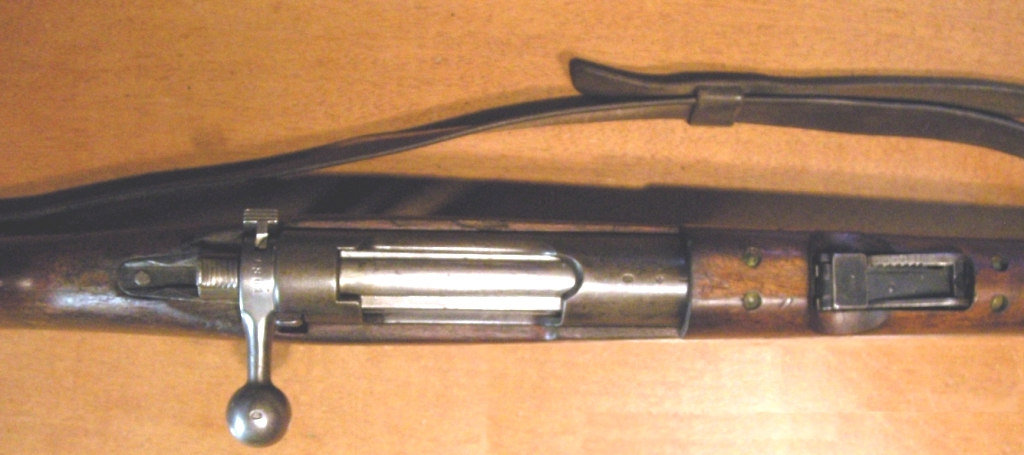
Verschluss Karabiner 93